# Falco a metà
Falco a metà è un singolo del cantautore italiano Gianluca Grignani, pubblicato nel 1995 come terzo estratto dal primo album in studio Destinazione Paradiso.
Con Falco a metà, scritto interamente dallo stesso Grignani, il cantante partecipò anche al Festivalbar nell'estate 1995 dove, però, fu costretto ad esibirsi in playback e, quindi, cantò senza microfono per protesta. 
Grignani ne ha interpretato anche una versione in spagnolo, intitolata Halcón a medias. Questo brano è contenuto anche nell'album Destinazione Paradiso 1995, versione in lingua spagnola di Destinazione Paradiso.
Nell'album Una strada in mezzo al cielo è stato riarrangiato in duetto con Luca Carboni.